# Grease 2
Grease 2 ist ein Musikfilm aus dem Jahr 1982 mit Maxwell Caulfield und Michelle Pfeiffer in den Hauptrollen. In der Fortsetzung des Films Grease von 1978 spielte Michelle Pfeiffer ihre erste Hauptrolle.

## Handlung
Herbst 1961. Vorgestellt werden neue Schülergruppen: Mitglieder der T-Birds, angeführt von Johnny Nogerelli, und die Pink Ladies, angeführt von Stephanie Zinone. Er möchte sich mit ihr verabreden, sie hat aber keine Gefühle mehr für ihn.
Unterdessen kommt Michael, ein Austauschschüler aus England, an. Er ist der Cousin von Sandy Olsson (die Rolle, die Olivia Newton-John im ersten Film spielte). Michael versucht an Stephanie heranzukommen, aber sie möchte nicht mit einem normalen Schüler ausgehen. Stephanie träumt von einem  „Cool Rider“ auf einem Motorrad.
Michael erledigt gegen Bezahlung die Hausaufgaben der T-Birds, so dass er sich bald sein eigenes Motorrad kaufen kann. Damit will er dann Stephanie beeindrucken.
Nach einem Bowling-Spiel kommt es zu einer Konfrontation zwischen den T-Birds und ihren Rivalen, den Cycle Lords. Als einer der T-Birds in die Hände der Cycle Lords fällt und er kurz davor ist, von diesen verprügelt zu werden, erscheint ein mysteriöser Biker und geht dazwischen. Dies verärgert die Cycle Lords. Sie lassen von ihrem Opfer ab und verfolgen den Unbekannten. Dabei wird Stephanie auf ihn aufmerksam und schwärmt nun von ihm. Jetzt steckt Michael in der Zwickmühle: entweder er spielt weiter den mysteriösen Biker oder er erzählt Stephanie, dass er der Biker ist, der sie so sehr beeindruckt hat und geht das Risiko ein, sie möglicherweise für immer zu verlieren.
Johnny ist auf Stephanie und den mysteriösen Biker (Michael) eifersüchtig. Er schwört, sich an ihm zu rächen, und droht Stephanie, ihn zu verprügeln, wenn er ihn das nächste Mal sieht.
Beim June Moon Talent Contest (einer Probe für die Abschlussfeier 1962) verfolgen die T-Birds den mysteriösen Biker bis zu einer Baustelle an einem gefährlichen Straßenabschnitt („Dead Man's Curve“), von wo er in die Nacht springt. Man sucht vergeblich nach ihm und glaubt, dass er an dieser gefährlichen Stelle in den Tod gesprungen ist. Stephanie ist am Boden zerstört.
Johnny und Stephanie werden bei der Abschlussfeier als König und Königin der Talentshow „gekrönt“. Etwas später tauchen die Cycle Lords auf und drohen damit, alles zu zerstören. Aus dem Nichts taucht der mysteriöse Biker plötzlich wieder auf. Er gibt sich nun auch als Michael zu erkennen.
Stephanie ist schockiert, als sie erkennt, dass der Mann, in den sie sich verliebt hat, ihr Schulkollege Michael ist. Nach dem ersten Schock macht Johnny Michael zu einem Mitglied der T-Birds, indem er ihm eine T-Bird-Jacke überreicht.

## Kritik
„Musikalisch uninteressanter und inszenatorisch einfallsloser Aufguß des auf einem Broadway-Musical basierenden Films „Schmiere“. Die Dürftigkeit der Story – Boy trifft Girl und kriegt es schließlich mittels einer „Superman-Maskerade“ – wird nur noch durch die schwachen Leistungen der Hauptdarsteller übertroffen.“

Grease 2 wurde bei Kritik und Publikum ein Flop. Der Film konnte nicht den Hype des Vorgängers auslösen. Kritiker bemängelten auch, dass die Lieder nicht zu der Handlungslinie passten.

## Auszeichnungen
Michelle Pfeiffer und der Film als bester Musikfilm waren 1983 für den Young Artist Award nominiert.

## Soundtrack
- Back to School Again
- Score Tonight
- Do It For Our Country
- Who's That Guy?
- Brad
- Cool Rider
- Reproduction
- Charades
- Prowlin'
- A Girl For All Seasons
- (Love Will) Turn Back the Hands of Time
- Rock-a-Hula Luau (Summer Is Coming)
- We'll Be Together